# A ple aire
A ple aire va ser un setmanari esportiu publicat a Manresa entre els anys 1924 i 1926. El primer número aparegué l'1 de setembre de 1924 i se'n publicaren 81, fins al 17 de maig de 1926.
Prenent el relleu a L’esport comarcal, Informava sobre l’esport manresà i bagenc, i també de l'àmbit espanyol i internacional, amb atenció especial al món del futbol, i després a altres esports com el ciclisme, l'atletisme, l'excursionisme i la boxa, entre d'altres. Tenia vuit pàgines —després dotze— a tres columnes i contenia reportatges fotogràfics. Sempre ocupà la mateixa seu que el diari manresà El Pla de Bages, que hi donà suport.
Els fundadors de la revista van ser Josep Maria Planes i Martí, que feia de redactor en cap, Joan Selves i Carner, director, i Raimon Ferrer Ferrés, primer redactor. Altres col·laboradors del projecte van ser Sebastià Planas, Ramon Martí Farreras, Josep Padró Gonzàlez, Josep Blasi, Agustí Pi Matalonga, Josep Santasusana...